# Ambassade d'Éthiopie en France
L'ambassade d'Éthiopie en France est la représentation diplomatique de la république fédérale démocratique d'Éthiopie en République française. Elle est située à Paris et son ambassadrice est, depuis 2023, Mahlet Hailu Guadey.

## Ambassade
L'ambassade est située avenue Charles-Floquet dans le 7e arrondissement de Paris.

## Ambassadeurs d'Éthiopie en France
| Date de nomination | Date de nomination | Date de remise des lettres de créance | Date de remise des lettres de créance | Diplomate             |
| ------------------ | ------------------ | ------------------------------------- | ------------------------------------- | --------------------- |
|                    |                    | 18 mars 1992                          | [ JORF 1 ]                            | Iyassu Mengesha       |
|                    |                    | 10 juillet 1996                       | [ JORF 2 ]                            | Mulugeta Etaffa       |
|                    |                    | 26 mars 2002                          | [ JORF 3 ]                            | Sahle-Work Zewde      |
|                    |                    | 28 avril 2006                         | [ JORF 4 ]                            | Tadelech Haile Mikeal |
|                    |                    | 28 janvier 2011                       | [ JORF 5 ]                            | Teshome Toga Chanaka  |
|                    |                    | 15 novembre 2013                      | [ JORF 6 ]                            | Nega Tsegaye Tessema  |
|                    |                    | 31 aout 2018                          | [ JORF 7 ]                            | Ali Sulaïman Mohammed |
|                    |                    | 12 avril 2019                         | [ JORF 8 ]                            | Henok Teferra Shawl   |
| 2023               |                    | 29 février 2024                       | [ JORF 9 ]                            | Mahlet Hailu Guadey   |